# Баратаевский сельсовет
Баратаевский сельсовет — сельское поселение в Болотнинском районе Новосибирской области Российской Федерации.
Административный центр — деревня Баратаевка.

## История
Статус и границы сельского поселения установлены Законом Новосибирской области от 2 июня 2004 года № 200-ОЗ «О статусе и границах муниципальных образований Новосибирской области»

## Население
| 2002  | 2010  | 2012  | 2013  | 2014  | 2015  | 2016  |
| ----- | ----- | ----- | ----- | ----- | ----- | ----- |
| 1380  | ↘1145 | ↘1134 | ↘1102 | ↘1076 | ↘1066 | ↘1051 |
| 2017  | 2018  | 2019  | 2020  | 2021  |       |       |
| ↗1053 | ↘1019 | ↘999  | ↘979  | ↘969  |       |       |

## Состав сельского поселения
| № | Населённый пункт | Тип населённого пункта          | Население |
| - | ---------------- | ------------------------------- | --------- |
| 1 | Александровка    | деревня                         | ↘97       |
| 2 | Баратаевка       | деревня, административный центр | ↘520      |
| 3 | Большеречка      | деревня                         | ↘283      |
| 4 | Верхотуровка     | деревня                         | →0        |
| 5 | Мануйлово        | деревня                         | ↘111      |
| 6 | Сабановка        | деревня                         | ↗50       |
| 7 | Таскаево         | деревня                         | ↘84       |